# Croton hancei
Espèce
Classification APG III (2009)
Le croton de Hong Kong (Croton hancei) est une espèce de plantes à fleurs du genre Croton et de la famille Euphorbiaceae, présente au sud-est de la Chine. L'espèce est endémique à Hong Kong.

## Liste des variétés
Selon World Checklist of Selected Plant Families (WCSP) (12 oct. 2011) :
- - variété Croton hancei var. hancei
  - variété Croton hancei var. tsoi H.S.Kiu

## Synonyme
- Oxydectes hancei (Benth.) Kuntze